# Járai Rezső
Járai Rezső (Telcs, 1917. április 24.) erdélyi magyar közíró, szerkesztő.

## Életútja, munkássága
Részt vett a kolozsvári Munkás Athenaeum munkájában. Éveket töltött hadifogságban, 1948-ban Bukarestbe költözött. Első főszerkesztője a Művelődési Útmutató (a későbbi Művelődés) című folyóiratnak. 1960-tól az Albina című folyóirat főmunkatársa nyugdíjazásáig.

## Munkássága
Első írása a Korunkban jelent meg (1937), a folyóirat munkatársa 1940-ig, majd a második folyam első éveiben (1958–59). Több cikkel jelentkezett – főként a romániai magyar irodalom tárgyköréből – a Contemporanul és Gazeta Literară hasábjain, írásait közölte az Utunk, A Hét, Előre.